# Uragano Idalia
L'uragano Idalia è un uragano atlantico di categoria 4.

## Storia della tempesta

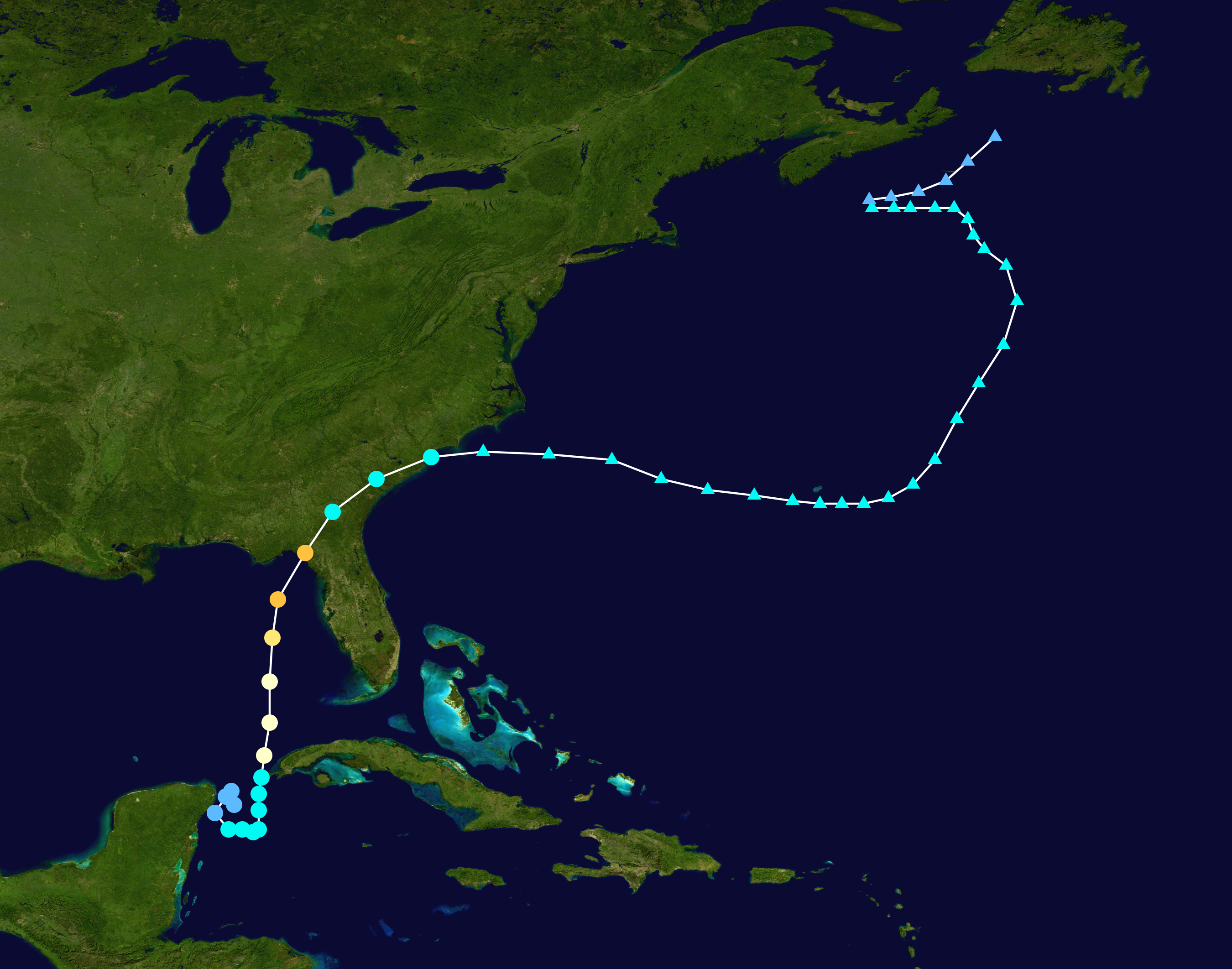
Mappa dell'intensità dell'uragano Idalia lungo il suo percorso.

Il 24 agosto il National Hurricane Center (NHC) ha iniziato a monitorare una perturbazione situata nell'oceano Pacifico orientale al largo della costa di El Salvador, che il giorno dopo si è mossa sul mare Caraibico nord-occidentale. Il 26 agosto la perturbazione ha iniziato a mostrare segni di una crescente organizzazione e alle 21:00 UTC è stata classificata dal NHC come depressione tropicale dieci, mentre si trovava 105 km a nord-est dell'isola di Cozumel. Alle 15:15 UTC del 27 agosto la depressione si è rafforzata a tempesta tropicale, ricevendo il nome Idalia. Durante il 28 agosto, mentre si dirigeva verso nord attraverso il canale dello Yucatán passando a ovest di Cuba, Idalia ha iniziato a rafforzarsi e alle 09:00 UTC del 29 agosto è diventata un uragano di categoria 1.
Alle 21:00 UTC Idalia ha raggiunto venti massimi di 155 km/h, sufficienti a classificarla come uragano di categoria 2, e nel frattempo l'occhio ha cominciato ad apparire visibile nelle immagini satellitari. All'inizio del 30 agosto, grazie a condizioni ambientali estremamente favorevoli con temperature superficiali marine di 31 °C, basso wind shear e alti livelli di umidità relativa, ha avuto inizio una fase di rapida intensificazione e Idalia è diventata prima un uragano di categoria 3 alle 06:00 UTC e poi di categoria 4 alle 09:00 UTC.

## Preparazione
| Legenda allerte e allarmi | Legenda allerte e allarmi                                        |
| ------------------------- | ---------------------------------------------------------------- |
| Allarme                   | Condizioni di tempesta tropicale/ uragano attese entro 36 ore    |
| Allerta                   | Condizioni di tempesta tropicale/ uragano possibili entro 48 ore |

### Messico e Cuba
Il pomeriggio del 26 agosto il governo del Messico ha emesso un allarme tempesta tropicale per la costa della penisola dello Yucatán tra Río Lagartos e Tulum, inclusa l'isola di Cozumel. Contemporaneamente, il governo di Cuba ha emanato un allarme tempesta tropicale per la provincia di Pinar del Río e un'allerta tempesta tropicale per l'Isola della Gioventù. La sera del 27 agosto il governo di Cuba ha modificato l'allarme tempesta per la provincia di Pinar del Río in allarme uragano, mentre l'allerta tempesta per l'Isola della Gioventù è stata trasformata in allarme.

### Stati Uniti

#### Florida

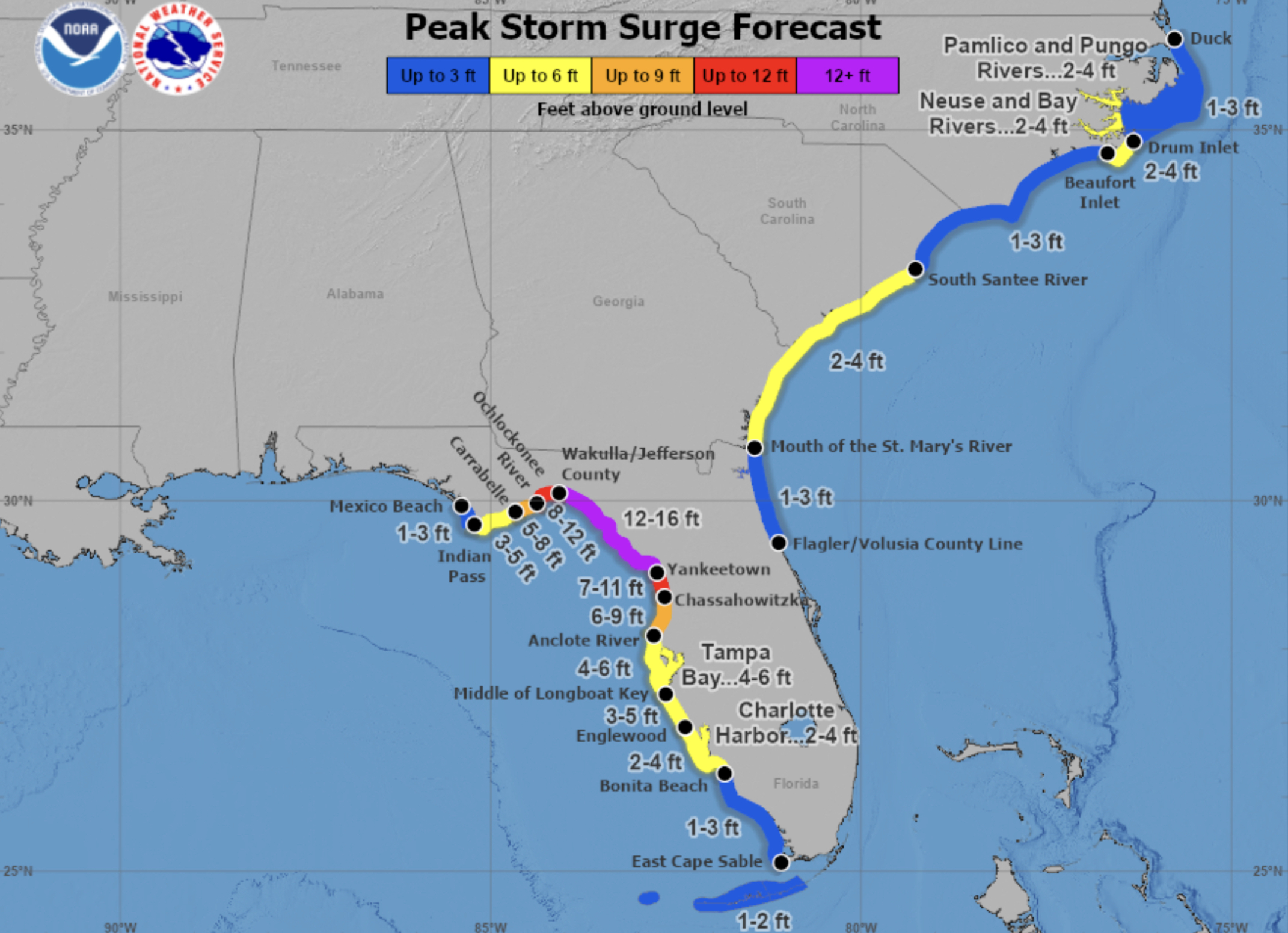
Previsione del NHC sull'onda di tempesta dell'uragano Idalia.

Il 26 agosto il governatore della Florida Ron DeSantis ha dichiarato lo stato di emergenza per 33 delle 67 contee dello stato, incluse tutte quelle situate lungo la costa del golfo del Messico tra Panama City e Fort Myers. La sera del 27 agosto il National Hurricane Center (NHC) ha emesso un allarme tempesta tropicale per parte delle Florida Keys, che il 28 agosto è stato esteso anche alla costa tra Chokoloskee e Longboat Key e a quella tra Indian Pass e Mexico Beach; un allarme uragano è stato invece diramato per la costa tra Longboat Key e Indian Pass, inclusa la baia di Tampa. Lo stesso giorno, la dichiarazione dello stato di emergenza, che nel frattempo era stata estesa anche ad altre 13 contee, è stata approvata dal presidente Joe Biden.
Entro il 30 agosto, evacuazioni obbligatorie sono state ordinate per l'intera contea di Gilchrist, per le aree costiere delle contee di Citrus, Dixie, Franklin, Gulf, Hernando, Hillsborough, Manatee, Taylor e Wakulla, e per parte delle contee di Alachua, Lafayette, Leon, Levy, Pasco, Pinellas, St. Johns, Suwannee. Evacuazioni volontarie sono state invece avviate nelle contee di Baker, Flagler, Jefferson, Madison, Nassau e Volusia.